# SDSS J102915+172927
SDSS J102915+172927 eller Caffaus stjärna, är en ensam stjärna i den galaktiska halon i mellersta delen av stjärnbilden Lejonet. Den har en skenbar magnitud av ca 16,92 och kräver ett mycket kraftfullt teleskop för att kunna observeras. Baserat på parallax enligt Gaia Data Release 2 på ca 0,734 mas, beräknas den befinna sig på ett avstånd på ca 4 500 ljusår (ca 1 370 parsek) från solen. 
Stjärnan beskrevs av Elisabetta Caffau et al. i en artikel publicerad av tidskriften Nature i september 2011. Caffau hade letat efter extremt metallfattiga stjärnor de senaste tio åren. Den identifierades av automatiserad programvara som analyserade data från Sloan Digital Sky Survey. Detta följdes upp av observationer med X-shooter och UVES-instrument på ESO - Very Large Telescope i Chile. Caffau och hennes team förväntar sig att hitta mellan fem och femtio liknande stjärnor med teleskopet i framtiden.

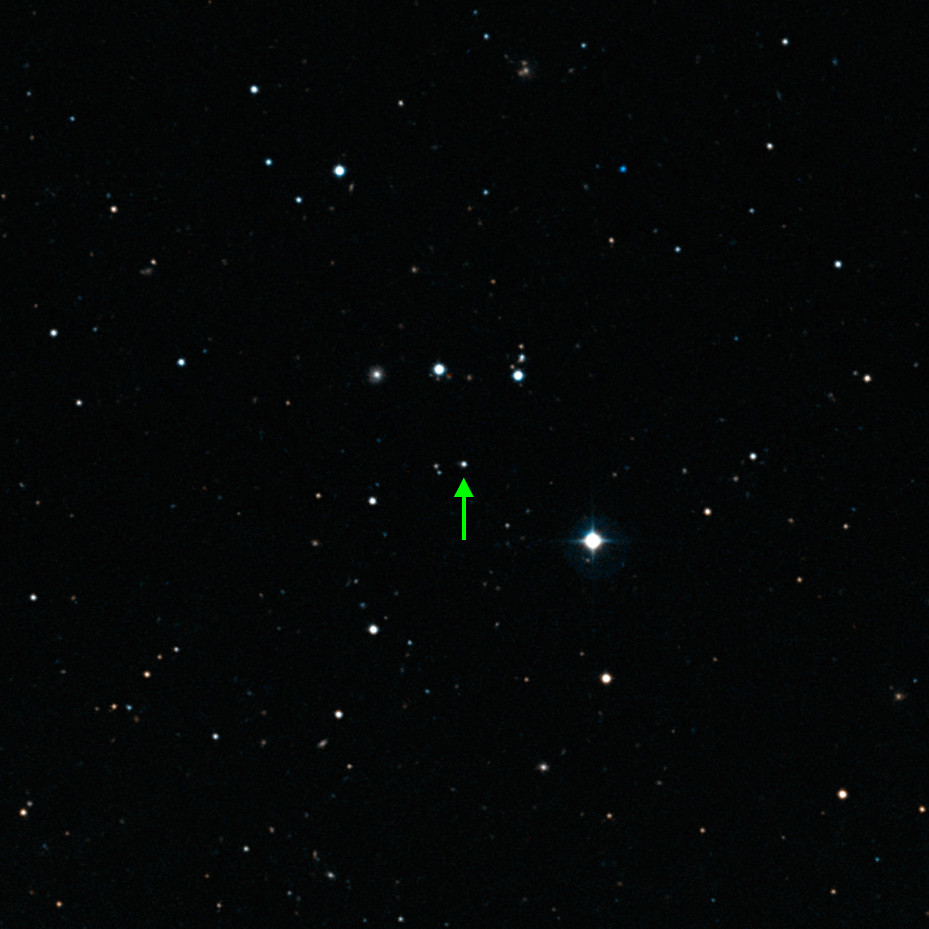
SDSS J102915 172927 sedd av ESO - VLT

## Egenskaper
SDSS J102915+172927 är en orange till gul dvärgstjärna i huvudserien av spektralklass sdA. Data från Gaias DR2 som släpptes 2018 bekräftar att SDSS J102915+172927 är en dvärgstjärna. Den har en massa som är ca 0,8 solmassa och har en effektiv temperatur av ca 5 800 K. Stjärnan är cirka 13 miljarder år gammal, vilket gör den till en av de äldsta stjärnorna i Vintergatan. Vid tiden för upptäckten hade den den lägsta metalliciteten hos någon känd stjärna. Den är liten, har underskott av kol, kväve, syre och saknar helt litium. Eftersom kol och syre ger en fin strukturkylningsmekanism som är avgörande för bildandet av lågmassestjärnor, är ursprunget till Caffaus stjärna något mystisk. Det har föreslagits, både av teoretiska och observationsmässiga skäl, att bildandet av lågmassestjärnor i det interstellära mediet kräver en kritisk metallicitet någonstans mellan 1,5×10−8 och 1,5×10−6. Metalliciteten hos Caffaus stjärna är mindre än 6,9×10−7. Enligt Schneider et al. kan kylning av stoft snarare än de fina strukturlinjerna i CII och OI ha möjliggjort skapandet av sådana metallfattiga lågmassestjärnor i det tidiga universum. Frånvaron av litium innebär tidigare temperaturer på minst två miljoner kelvin.